# تینا الرتسن
تینا الرتسن (انگلیسی: Tina Ellertson؛ زادهٔ ۲۰ مهٔ ۱۹۸۲) یک بازیکن فوتبال اهل ایالات متحده آمریکا است.
از باشگاه‌هایی که در آن بازی کرده‌است می‌توان به آتلانتا بیت، پورتلند تورنز، مجیک جک و سیاتل ساندرز اشاره کرد.
وی همچنین در تیم ملی فوتبال ایالات متحده آمریکا بازی کرده‌است.